# Secondo Rapporto IPCC
Il Secondo Rapporto di Valutazione (SAR) del Gruppo intergovernativo sul cambiamento climatico (IPCC), pubblicato nel 1996, è una valutazione della letteratura scientifica e socio-economica sul cambiamento climatico allora disponibile. Questo rapporto è stato superato dal Terzo Rapporto IPCC (TAR) nel 2001.

## Panoramica
Il secondo rapporto di valutazione, intitolato Climate Change 1995, è costituito da rapporti di tre gruppi di lavoro e da un rapporto di sintesi:
- Rapporto del primo gruppo di lavoro: La scienza del cambiamento climatico.
- Rapporto del secondo gruppo di lavoro: Impatti, Adattamento e mitigazione del cambiamento climatico: analisi tecnico-scientifiche.
- Rapporto del terzo gruppo di lavoro: La dimensione economica e sociale del cambiamento climatico.
- Il Report completo costituito da: Sintesi delle informazioni tecnico-scientifiche rilevanti all'interpretazione del secondo articolo della Convenzione quadro delle Nazioni Unite sui cambiamenti climatici, ed il sommario per i legislatori dai tre gruppi di lavoro.

Questi rapporto sono stati preparati da oltre duecento esperti, e "contengono le basi oggettive del problema del cambiamento climatico, dedotte dalla letteratura disponibile e verificate con attenzione da esperti e governi".

## Conclusioni
Il primo gruppo di lavoro, in merito agli aspetti scientifici del clima, ha sottolineato che
L'anidride carbonica rimane il più importante contributo antropogenico al cambiamento climatico; proiezioni delle future temperature medie globali e del cambiamento del livello del mare confermano il potenziale delle attività umane di alterare il clima terrestre ad un livello mai raggiunto nella storia umana; e che i lunghi periodi che controllano sia l'accumulo dei gas serra e la risposta del sistema climatico a questo accumulo, implicano che molti aspetti del cambiamento climatico sono praticamente irreversibili.
Il primo gruppo di lavoro ha successivamente evoluto la sua posizione dalla piena comprensione dell'effetto serra, ossia che i gas serra sono in aumento (principalmente per le attività umane), e quindi che condurranno ad un significativo riscaldamento globale (seppur ancora senza proiezioni sulle specifiche regioni) al fatto che, nonostante le numerose incertezze, il riscaldamento globale continua a molto probabilmente a causa delle attività umane, e che una sostanziale riduzione delle emissioni è richiesta per stabilizzare la concentrazione dei gas serra.

## Controversia sul capitolo 8 del rapporto
In un articolo pubblicato nel 1996 sul Wall Street Journal, il fisico Frederick Seitz, presidente dell'Istituto George C. Marshall, ha criticato il contenuto del capitolo 8 e il suo autore principale, il climatologo Benjamin D. Santer, affermando che nel documento erano state apportate modifiche per indurre in errore il pubblico e i politici per fargli credere che le prove scientifiche dimostrino che le attività umane stanno causando il riscaldamento globale. Accuse simili sono state avanzate dalla Global Climate Coalition (GCC), un consorzio di interessi industriali che si occupava delle questioni climatiche e dei relativi aspetti economici, che ha accusato Santer di "pulizia scientifica". Santer e altri quaranta scienziati hanno risposto affermando che tutte le regole procedurali dell'IPCC erano state rispettate e che tali procedure richiedevano modifiche alla bozza in risposta ai commenti di governi, singoli scienziati e organizzazioni non governative. Santer e colleghi hanno chiarito che le due versioni del capitolo 8 (precedente e successiva alle modifiche) erano ugualmente caute nelle loro dichiarazioni; che circa il 20% del capitolo 8 è dedicato alla discussione delle incertezze nelle stime della variabilità climatica naturale e del contributo delle attività umane al riscaldamento globale; che entrambe le versioni del capitolo sono giunte alla stessa conclusione: "Presi insieme, questi risultati indicano un'influenza umana sul clima".